# Hunsrückhöhenweg
Der Hunsrückhöhenweg ist ein 166 km langer Wanderweg, der die Städte Boppard und Bernkastel-Kues verbindet. Somit überquert der Wanderweg zweimal den Hunsrück: Im ersten Abschnitt vom Rhein an die Nahe und im zweiten Abschnitt von der Nahe an die Mosel. Unter anderem führt der Weg über den Erbeskopf, der mit einer Höhe von 816 Metern die höchste Erhebung in Rheinland-Pfalz darstellt. Derzeit wird der Wanderweg durch den Hunsrückverein e.V. betreut und gepflegt. Der Wanderweg wird durch ein weißes „H“ auf grünem Grund gekennzeichnet.

## Charakteristika

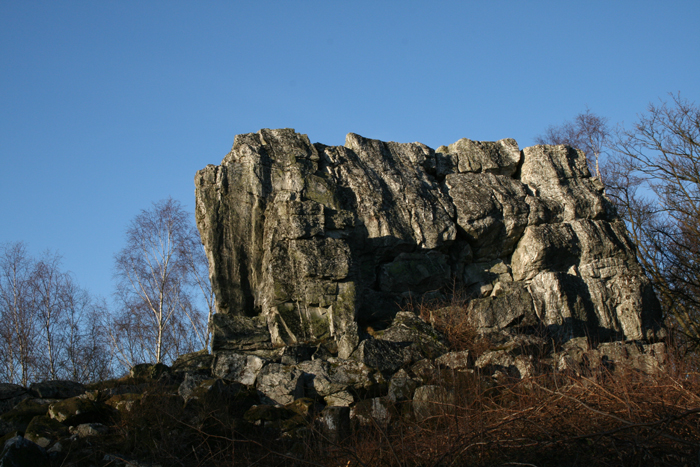
Der Teufelsfels, eine der Sehenswürdigkeiten entlang des Hunsrückhöhenwegs

Der Hunsrückhöhenweg führt größtenteils über asphaltierte Wege, auf Grund der Vielzahl an zu überwindenden Steigungen gilt der Schwierigkeitsgrad jedoch als hoch. Einige der Sehenswürdigkeiten entlang des Wanderweges sind unter anderem die Weinberge entlang des Rheins und der Mosel, das Naturdenkmal Teufelsfels, die historische Altstadt von Herrstein und das Thonet-Museum (Boppard) in Boppard.

## Streckenverlauf
1. Etappe: Boppard – Gondershausen (ca. 15 km)
2. Etappe: Gondershausen – Kastellaun (ca. 19 km)
3. Etappe: Kastellaun – Sohren (ca. 26 km)
4. Etappe: Sohren – Rudolfshaus (ca. 22 km)
5. Etappe: Rudolfshaus – Kirn (ca. 16 km)
6. Etappe: Kirn – Kempfeld (ca. 25 km)
7. Etappe: Kempfeld – Deuselbach (ca. 30 km)
8. Etappe: Deuselbach – Morbach-Heinzerath (ca. 16 km)
9. Etappe: Morbach-Heinzerath – Bernkastel-Kues (ca. 16 km)